# Brama japonica
 Brama japonica és una espècie de peix de la família dels bràmids i de l'ordre dels perciformes.

## Morfologia
Els mascles poden assolir els 61 cm de longitud total.

## Distribució geogràfica
Es troba al Pacífic: des del Japó fins al Mar de Bering i el Perú. També a les Filipines i Taiwan.